# McLaren 570GT
El McLaren 570GT es un automóvil superdeportivo variante del 570S que fue presentado en el Salón del Automóvil de Ginebra de 2016, McLaren mostró otra adición a la Serie Sport y la alineación 570. El 570GT es el menos enfocado en la pista, y más viaje por carretera digno 570. El 570GT deportes una portilla de carga de apertura lateral por encima del motor de montaje medio para el espacio de carga adicional, tiene ajustes de suspensión ligeramente más suave y ha mejorado el aislamiento acústico.

## Diseño[2]
El 570GT cuenta una luneta trasera de apertura lateral que facilita el acceso a una zona de almacenamiento más grande. Enmarcada en una estructura de fibra de carbono resistente y ligera, la luneta trasera está tintada y calefactada; además proporciona acceso al compartimento de carga y a un espacio de almacenamiento adicional de 220 l.
Su parte delantera rebajada y afilada, contundente en volúmenes, es pura potencia y dinamismo. Un diseño tan funcional como espectacular.  Con el motor instalado detrás del conductor se consigue un comportamiento dinámico excepcional que permite que el morro de la serie Sports sea extremadamente bajo, lo que reduce la resistencia aerodinámica y optimiza la visibilidad del conductor.
El techo panorámico del 570GT eleva ligeramente su altura respecto al 570S estándar. Además, se mantiene en la parte posterior para ofrecer almacenamiento adicional, más altura y más comodidad para viajes de larga distancia.
El lujo y la comodidad del  570GT lo convierten en un deportivo de purasangre. El chasis de fibra de carbono, la carrocería ligera de aluminio y el motor V8 con dos turbocompresores de 3,8 litros contribuyen a una relación potencia/peso excelente.
El 570GT contará con una configuración de asientos 2 + 2, pero resulta que McLaren no está planeando vender un auto deportivo de cuatro asientos todavía.

### Interior

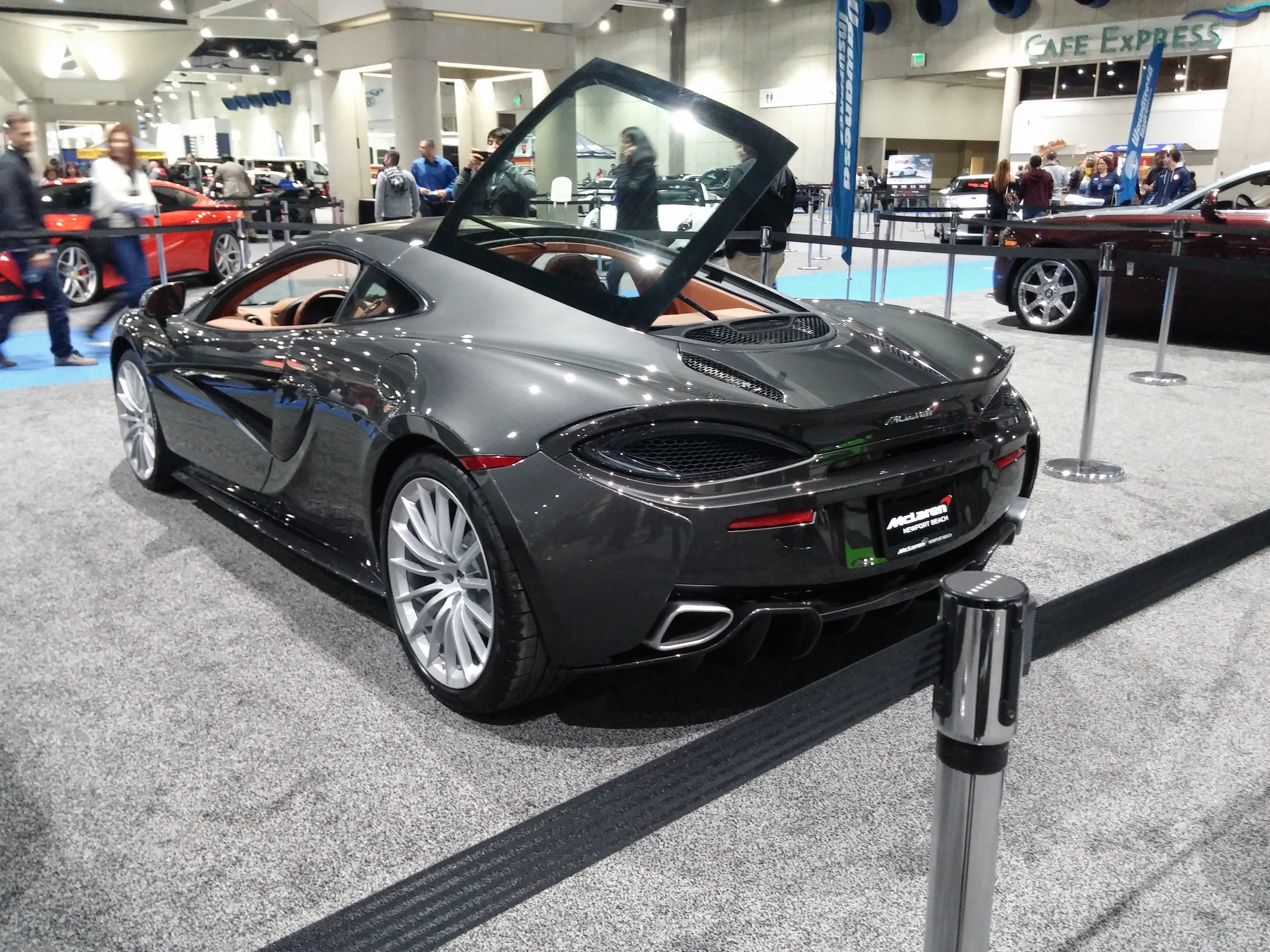
McLaren 570GT con luneta arriba

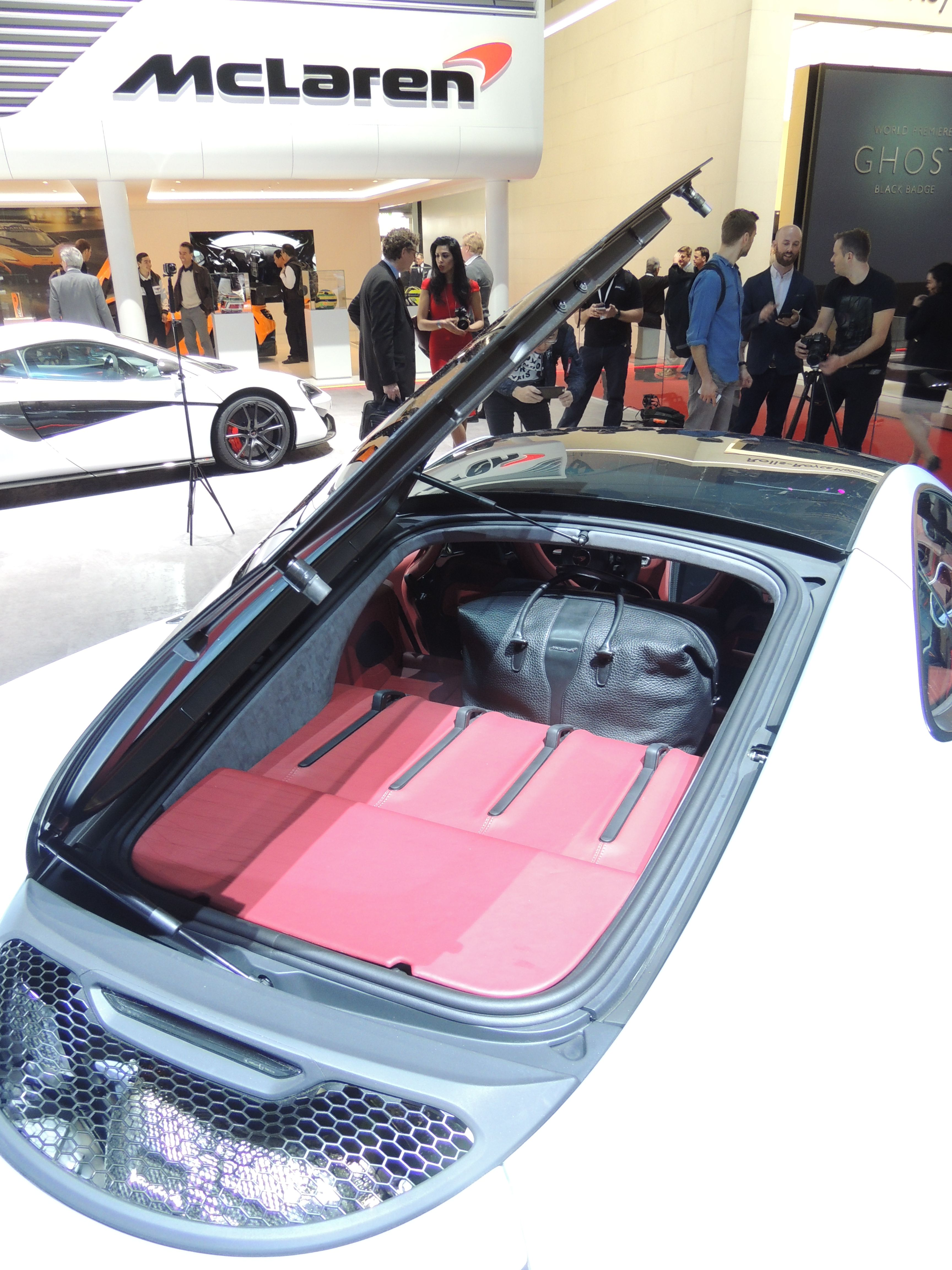
luneta del 570GT

La cabina 570GT recibió bastantes cambios, así que comencemos con eso. Primero, está el techo panorámico fijo de vidrio estándar. El panel está tratado con un tinte de transmisión del 18 por ciento, el mismo que el techo de vidrio del McLaren P1, y presenta la película Sound & Solar de la marca, que absorbe la radiación solar y proporciona aislamiento acústico adicional. Debido a su mayor área de vidrio, el 570GT también viene con un sistema de aire acondicionado revisado. La unidad de doble zona permite una configuración completamente automática e independiente tanto para el conductor como para el pasajero. La función automática tiene dos etapas, "Auto" y "Auto Lo". El último ajuste limita la velocidad de los ventiladores para minimizar el ruido dentro de la cabina.
En segundo lugar, y posiblemente más importante que el techo de cristal, es el nuevo maletero trasero. Apodado Touring Deck, se coloca encima del compartimiento del motor y se accede a través de la escotilla de vidrio de apertura lateral. La nueva plataforma está envuelta en cuero y agrega 7.8 pies cúbicos adicionales (220 litros) de espacio de almacenamiento a los 5.3 pies cúbicos (150 litros) del área de equipaje delantero, lo que lleva la capacidad total de almacenamiento de 570GT a 13.1 pies cúbicos (370 litros) . Esa es una cifra impresionante para un automóvil deportivo de pleno derecho.
Otras características que lo distinguen de los modelos 570S y 540C incluyen una cabina más silenciosa debido a un sistema de escape revisado, neumáticos Pirelli especialmente desarrollados y un sistema de sonido estándar McLaren Audio Plus. Opcional en el 570S, el sistema de audio de ocho parlantes presenta dos unidades de medios / bajos de 100 mm (3.9 pulgadas) y dos tweeters de 25 mm (una pulgada) en la sección trasera de la cabina.
De lo contrario, viene con todas las características sofisticadas que se pueden tener con el 570S. Entre los aspectos más destacados se incluyen los asientos deportivos con calefacción de ocho vías tapizados en cuero de alta calidad, una pantalla táctil para información y navegación, un grupo de instrumentos TFT, cuero Nappa e inserciones de fibra de carbono. Las opciones incluyen una gama de especificaciones interiores "By McLaren" en configuraciones Luxury o Sport y un sistema de audio Bowers & Wilkins de 12 bocinas, entre otras características.

### Exterior

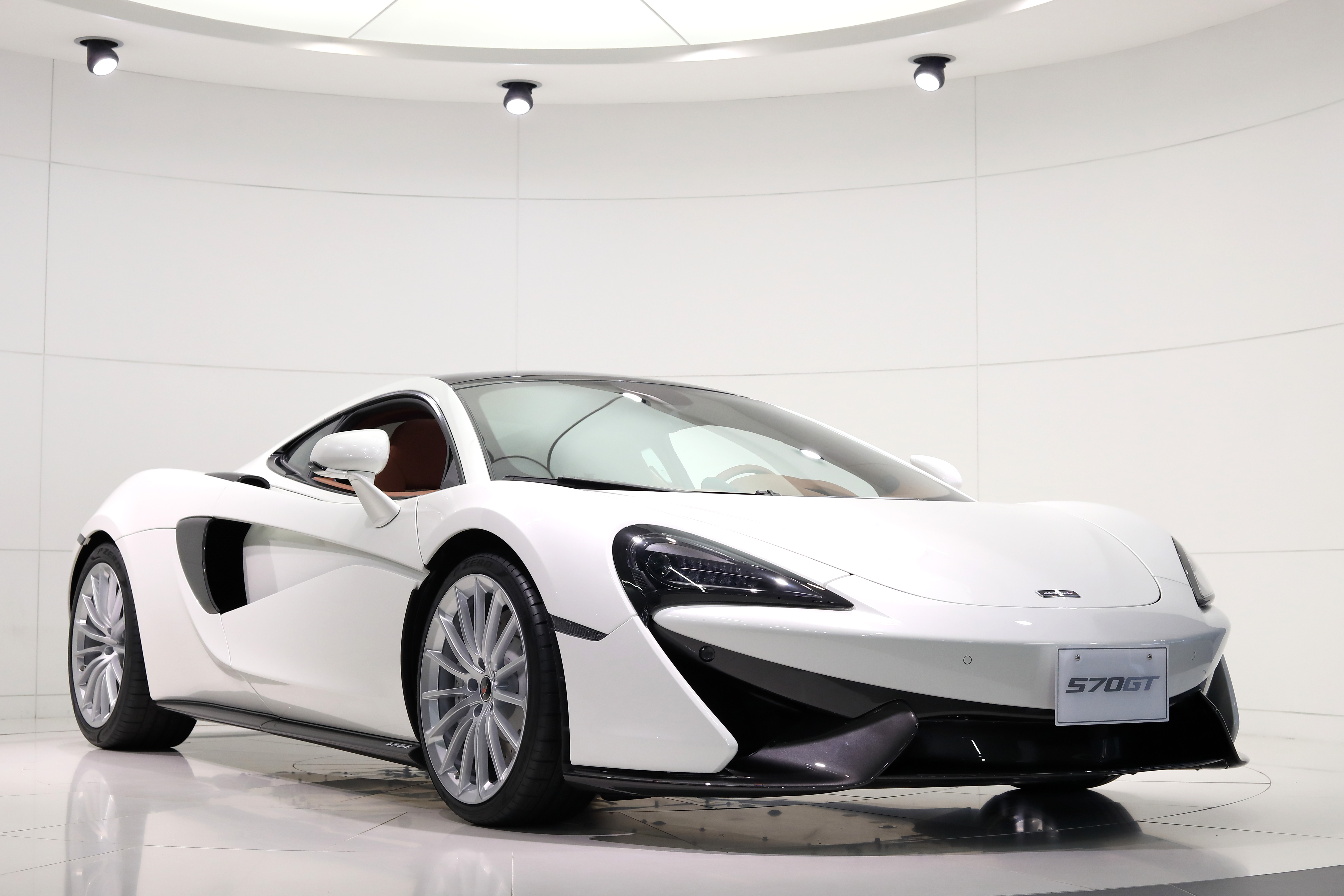
McLaren 570GT

En términos de diseño, el 570GT comparte la mayoría de sus paneles de carrocería con el 570S. La parte delantera es en realidad idéntica, utilizando el diseño inspirado en P1 y el diseño aerodinámico que separa el flujo de aire por encima y por debajo de la carrocería, ya lo largo de cada flanco. La tapa del maletero presenta líneas de pliegue fuertes que optimizan el flujo de aire sobre los guardabarros delanteros, mientras que las láminas aerodinámicas debajo del parachoques están anguladas para producir un área de alta presión por delante de los radiadores.

## Rendimiento

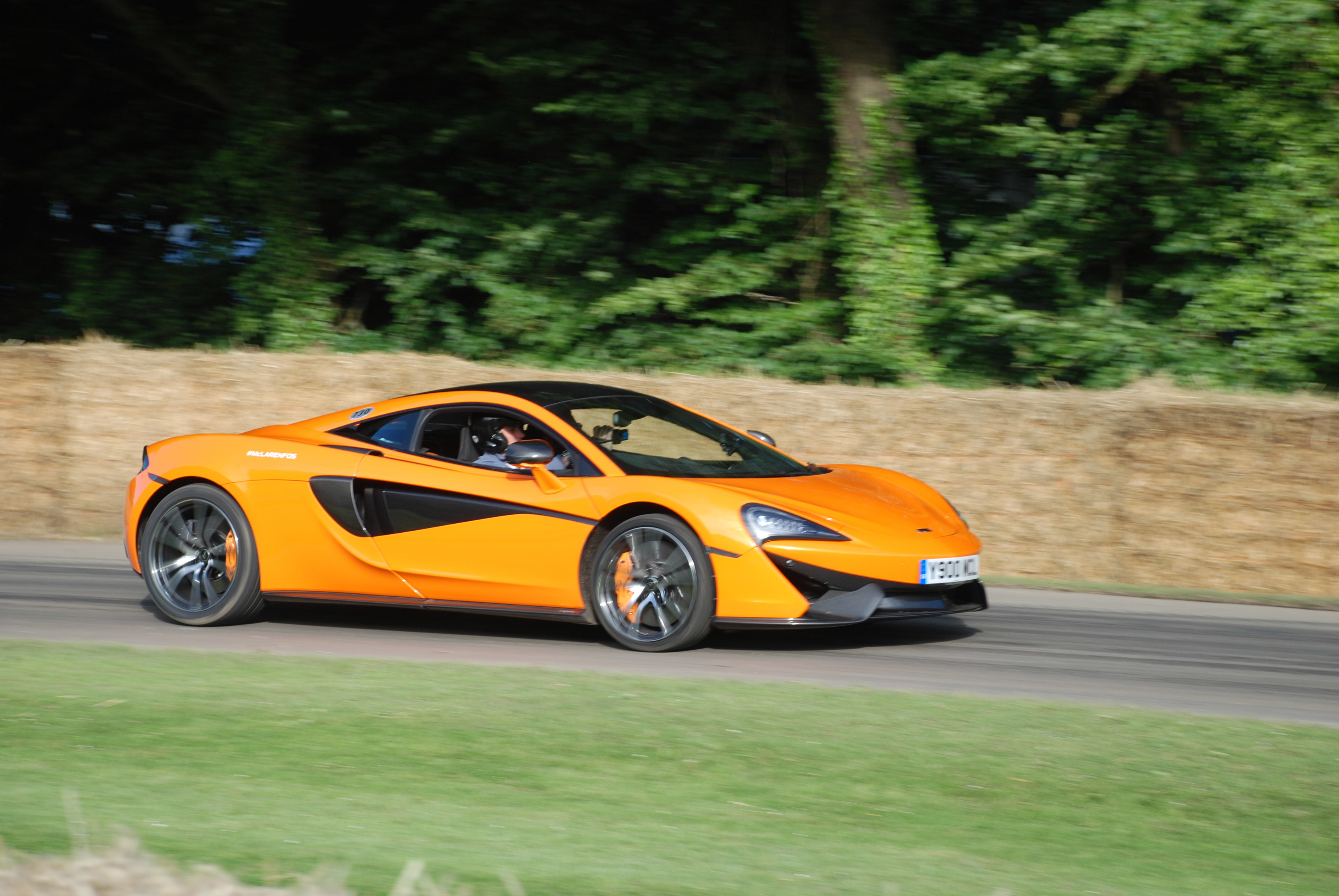
McLaren 570GT en el Festival de la Velocidad GoodWood

Al igual que los 570S y los 540C Cupés, el 570GT se desarrolla alrededor de la bañera de fibra de carbono MonoCell II de McLaren y usa el mismo motor twin-turbo de 3,8 litros. McLaren confirmó que el 570GT también se venderá en los EE. UU., Y que las entregas comenzarán a fines de 2016.
El 570GT contara con una transmisión de 7 velocidades SSG y una potencia máxima de 7500 RPM, una aceleración de 0 a 100 km/h en 3.4 segundos y una velocidad máxima de 204 millas por hora (328,3 km/h).